# Спортивна гімнастика на літніх Олімпійських іграх 2020 — кільця (чоловіки)
Змагання зі спортивної гімнастики на кільцях серед чоловіків на літніх Олімпійських іграх 2020 відбудуться 2 серпня 2021 року в Гімнастичному центрі Аріаке. 

## Передісторія
Це буде 25-та поява цієї дисципліни на Олімпійських іграх. Її проводили щоразу, коли були змагання в окремих вправах. Їх не було в 1900, 1908, 1912 і 1920 роках.

## Формат змагань
Гімнасти, що посіли перші 8 місць у цій вправі у кваліфікаційному раунді (але щонайбільше 2 від НОК) виходять до фіналу. У фіналі гімнаст знову має виконати вправу на кільцях, а оцінки кваліфікаційного раунду не враховуються.

## Розклад
Змагання відбуваються впродовж двох окремих днів.
Вказано Японський стандартний час (UTC+9)
| Дата                     | Час               | Раунд                 |
| ------------------------ | ----------------- | --------------------- |
| Субота, 24 липня 2021    | 10:00 14:30 19:30 | Кваліфікаційний раунд |
| понеділок, 2 серпня 2021 | 17:00             | Фінал                 |

## Результати

### Кваліфікація
| Місце | Гімнаст                    | Країна                           | Оц. скл. | Оц. вик. | Штр. | Загалом | Qual. |
| ----- | -------------------------- | -------------------------------- | -------- | -------- | ---- | ------- | ----- |
| 1     | Елефтеріос Петруніас       | Греція (GRE)                     | 6.3      | 9.033    |      | 15.333  | Q     |
| 2     | Лю Ян                      | Китай (CHN)                      | 6.4      | 8.900    |      | 15.300  | Q     |
| 3     | Самір Аїт Саїд             | Франція (FRA)                    | 6.3      | 8.766    |      | 15.066  | Q     |
| 4     | Ібрагім Чолак              | Туреччина (TUR)                  | 6.2      | 8.733    |      | 14.933  | Q     |
| 5     | Артур Занетті              | Бразилія (BRA)                   | 6.2      | 8.700    |      | 14.900  | Q     |
| 6     | Адем Азіл                  | Туреччина (TUR)                  | 6.2      | 8.600    |      | 14.800  | Q     |
| 7     | Аблязін Денис Михайлович   | Олімпійський комітет Росії (ROC) | 6.3      | 8.500    |      | 14.800  | Q     |
| 8     | Ю Хао                      | Китай (CHN)                      | 6.5      | 8.300    |      | 14.800  | Q     |
| 9     | Марко Лодадіо              | Італія (ITA)                     | 6.4      | 8.233    |      | 14.633  | R1    |
| 10    | Далалоян Артур Грачевич    | Олімпійський комітет Росії (ROC) | 6.0      | 8.500    |      | 14.500  | R2    |
| 11    | Радівілов Ігор Віталійович | Україна (UKR)                    | 6.0      | 8.466    |      | 14.466  | R3    |

### Фінал
| Місце | Гімнаст                        | Оц. скл. | Оц. вик. | Штр. | Загалом |
| ----- | ------------------------------ | -------- | -------- | ---- | ------- |
| 1     | Лю Ян (CHN)                    | 6.5      | 9.000    |      | 15.500  |
| 2     | Ю Хао (CHN)                    | 6.6      | 8.700    |      | 15.300  |
| 3     | Елефтеріос Петруніас (GRE)     | 6.3      | 8.900    |      | 15.200  |
| 4     | Самір Аїт Саїд (FRA)           | 6.3      | 8.600    |      | 14.900  |
| 5     | Ібрагім Чолак (TUR)            | 6.2      | 8.666    |      | 14.866  |
| 6     | Аблязін Денис Михайлович (ROC) | 6.3      | 8.533    |      | 14.833  |
| 7     | Адем Азіл (TUR)                | 6.2      | 8.400    |      | 14.600  |
| 8     | Артур Занетті (BRA)            | 6.5      | 7.633    |      | 14.133  |